# Caggiano (Italia)
Calvanico es una localidad y comune italiana de la provincia de Salerno, región de Campania, con 2 791 habitantes.

## Evolución demográfica
| Gráfica de evolución demográfica de Caggiano entre 1861 y 2011 |
|                                                                |
| Fuente ISTAT - elaboración gráfica de Wikipedia                |